# Lokal konstante Funktion

Die auf beschränkte Vorzeichenfunktion ist lokal konstant

In der Mathematik heißt eine Funktion {\displaystyle f\colon T\to M} von einem topologischen Raum {\displaystyle T} in eine Menge {\displaystyle M} lokal konstant, wenn für jedes {\displaystyle x\in T} eine Umgebung {\displaystyle U} von {\displaystyle x} existiert, auf der {\displaystyle f} konstant ist.

## Eigenschaften
- Jede konstante Funktion ist auch lokal konstant.
- Jede lokal konstante Funktion von {\displaystyle \mathbb {R} } in eine beliebige Menge {\displaystyle M} ist konstant, da {\displaystyle \mathbb {R} } zusammenhängend ist und nicht durch mindestens zwei disjunkte offene Mengen zu überdecken ist.
- Jede lokal konstante holomorphe Funktion {\displaystyle f\colon M\to \mathbb {C} } von einer offenen Menge {\displaystyle M} in die komplexen Zahlen ist konstant, wenn {\displaystyle M} ein Gebiet ist, also zusammenhängend ist.
- Allgemein ist jede lokal konstante Funktion konstant auf jeder Zusammenhangskomponente, für lokal zusammenhängende Räume gilt auch die Umkehrung.
- Eine Abbildung {\displaystyle f\colon T\to D} von einem topologischen Raum {\displaystyle T} in einen diskreten Raum {\displaystyle D} ist genau dann stetig, wenn sie lokal konstant ist.
- Jede Abbildung {\displaystyle f\colon D\to T} von einem diskreten Raum {\displaystyle D} in einen beliebigen topologischen Raum {\displaystyle T} ist lokal konstant.
- Die Menge der lokal konstanten Funktionen auf einem Raum bilden auf natürliche Weise eine Garbe kommutativer Ringe.

## Beispiele
- Die Funktion {\displaystyle f\colon \mathbb {Q} \to \mathbb {Q} }, definiert durch {\displaystyle f(x)=0} für {\displaystyle x<\pi } und {\displaystyle f(x)=1} für {\displaystyle x>\pi } ist lokal konstant. (Hierbei geht ein, dass {\displaystyle \pi } irrational ist, da so {\displaystyle \{x\mid x<\pi \}} und {\displaystyle \{x\mid x>\pi \}} offene Mengen sind, die {\displaystyle \mathbb {Q} } überdecken.)
- Die Funktion {\displaystyle g\colon \mathbb {R} \setminus \{0\}\to \mathbb {R} }, definiert durch {\displaystyle g(x)=0} für {\displaystyle x<0} und {\displaystyle g(x)=1} für {\displaystyle x>0}, ist ebenso lokal konstant.
- Die Vorzeichenfunktion auf {\displaystyle \mathbb {R} \setminus \{0\}} ist lokal konstant.
- Treppenfunktionen sind nicht lokal, sondern stückweise konstant.